# 原侑

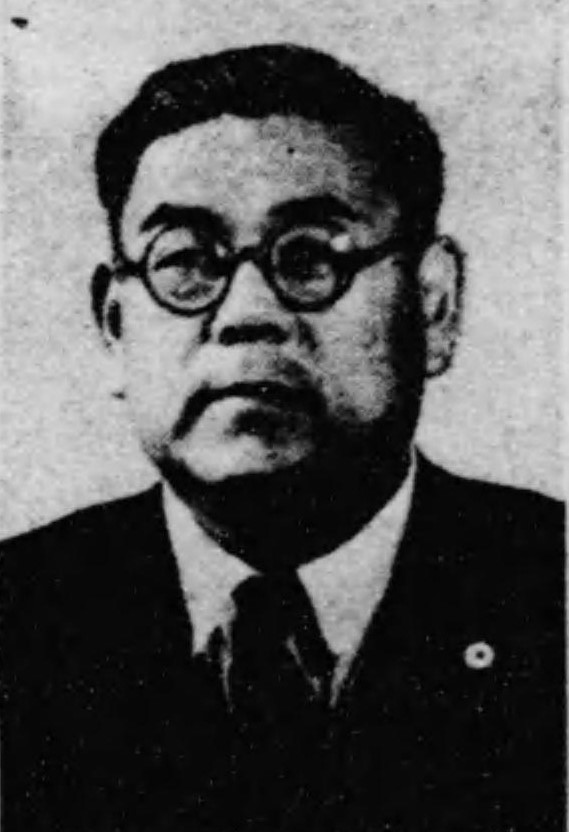
原侑

原 侑（はら すすむ、1897年4月10日 - 1960年1月31日）は、日本の政治家。衆議院議員（2期）。

## 経歴
広島県出身。1923年日本大学高等師範部（現・文理学部）卒業。日大第二中学校長、京浜学園園長、日本汽船漁業(株)常任監査役、山路壁紙(株)監査役、(資)義合祥顧問、協同土木(株)総監督、国際科学食糧研究所専務理事となる。
1946年の第22回衆議院議員総選挙で広島県から日本自由党公認で立候補して初当選。翌1947年の第23回衆議院議員総選挙において広島3区で立候補して再選。この間自由党政調会同胞援護部長、政調会労働委員長、総務を務めた。1948年に議員辞職した。その後、1949年の第24回衆議院議員総選挙と1952年の第25回衆議院議員総選挙に続けて立候補したが、落選した。1960年死去。